# Ghil'ad Zuckermann
Ghil'ad Zuckermann (hebrejsky גלעד צוקרמן‎; * 1. června 1971 Tel Aviv, Izrael) (D.Phil. Oxford; Ph.D. Cambridge; M.A. summa cum laude Tel Aviv) je jazykovědec, hebraista, profesor lingvistiky a ohrožených jazyků na univerzitě v Adelaidu v Austrálii. Od roku 2017 zastává funkci prezidenta Australské asociace židovských studií.

## Životopis
Zuckermann se narodil 1. června 1971 v Tel Avivu, v městské části Giv'atayim, Vyrostl v přístavním městě na jihu Izraele Eilatu. V letech 1987-1989 navštěvoval střední školu United World College of the Adriatic. Svou vojenskou službu absolvoval v elitní jednotce 8200, která se zabývá otázkami ohrožení internetové bezpečnosti (cyberwarfare).
Studoval na elitních univerzitách v Anglii a získal doktorské tituly D.Phil. na Oxfordské univerzitě a Ph.D. na Univerzitě v Cambridgi. Stal se profesorem lingvistiky na univerzitě v Adelaide, Austrálie. V oblasti města Port Augusta se zabývá oživením jednoho z jazyků domorodých Australanů, tzv. aborigines. Jedná se o kmen Barngarla a jeho jazyk, kterým nebylo mluveno již 60 let a který Zuckermann a jeho spolupracovníci postupně rekonstruují.
 Zuckermann perfektně ovládá 11 jazyků.
Profesor Zuckermann je zakladatelem revivalistiky, nového globálního oboru výzkumu týkajícího se jazykové rekultivace, revializace a obnovení. Čtrnáctého září v roce 2011 rozjel spolu s Barngarla Domorodou komunitou v Eyrejském Poloostrově v Jižní Austrálii rekultivaci Barngarla jazyka.
Profesor Zuckermann je zvoleným členem Australského institutu studií Aboriginců a ostrovanů Torresova průlivu (AIATSIS) a Základní organizace pro ohrožené jazyky (FEL). Mezi 2013 – 2015 byl Presidentem AustraLex, Australské výzkumné rady (ARC), mezi 2007-2011 byl Spolupracovníkem Objevení, a mezi 2000-2004 Spolupracovníkem Gulbenkiam Výzkumu na Churchill College Cambridge. Od začátku 2017 je hlavním vyšetřovatelem NHMRC – Národní Výzkum Zdraví a Medicíny – což je projek který ohodnucuje oživení jayzka a duševního zdraví, a je také zvoleným Presidentem Australské Asociace pro Židovské Studium.
Professor Zuckermann byl Konzultatem a Soudním Znalcem (korpus) v lexikografii a (forenzíncké) lingvistice v soudních přpadech kolem celého světa.
Učil na Middlerburské Academii (Vermont, Spojené státy americké), Universitě v Cambridge, University of Queensland (Brisbane), National University of Singapore, Šanghajská dopravní univerzita, East China Normal University, Shanghai International Studies University, Hebrejská univerzita v Jeruzalémě, Ben Gurionova univerzita v Negevu, universitě v Miami, Weizmannův institut věd; Telavivská univerzita; Rockefeller Foundation’s Study and Conference Center, Villa Serbelloni, Bellagio, Itálie; Harry Ransom Humanities Research Center, Texaská univerzita v Austinu; Israel Institutu pro Pokročilé studium (Hebrejská univerzita v Jeruzalémě); Institutu pro Pokročilé Studium, La Trobe University; Mahidol University (Bangkok); a Kokuritsu Kokugo Kenkyūjo (Národní Institut Japonského Jazyka a Lingvistiky, Tokyo).
Jeho MOOC (Masivní Přístupný Online Kurz), Jazykové Oživení: Zajištění Budoucnosti Ohrožených Jazyků přitáhnul pozornost 20,000 studentů z 190 zemí (mluvčích stovek rozdílných jazyků): Language Revival MOOC.

## Publikace (výběr)
Profesor Zuckermann je autorem Revivalistics: From the Genesis of Israeli to Language Reclamation in Australia and Beyond (Revivalistiky: Od Geneze Izraele do Rekultivace Jazyka v Austrálii a Za Její Hranicemi; Oxford University Press, 2020), což je přínosný bestseler (úspěšná kniha) Israelit Safa Yafa (Israeli – Krásný Jazyk; Am Oved, 2008), Language Contact and Lexical Enrichment in Israeli Hebrew (Jazykového Kontaktu a Lexikální Obohacení Izraelské Hebrejštiny; Palgrave Macmillan, 2003), 多源造词研究 (Studium Muiltizdrojové Neologizace; Jižní Čína Normalní Tisk, 2021), tři kapitoly Israeli Tingo (Keren, 2011), Engaging – A Guide to Interacting Respectfully and Reciprocally with Aboriginal and Torres Strait Islander People, and their Arts Practices and Intellectual Property (Zapojení – Příručka jak Zdvořile a Recipročně Spolupracovat s Domorodcy a Ostrovany z Torres Strait Osrova, a jejich Umělecké Postupy a Duševní Vlastictví; 2015), prví online Slovníku Barngarla Domorodého Jazyka (2018), Barngarlidhi Manoo (Mluvit Spolu Barngarla) (2019) a Mangiri (Barngarla Duševní Blahobyt) (2021).
Professor Zuckermann je editorem Jewish Language Contact (Židovský Jazykový Kontakt; 2014), a speciálního vydání International Journal of the Sociology of Language (Mezinárodního Žurnálu Sociologie Jazyka), Burning Issues in Afro-Asiatic Linguistics (Ožehavé Otázky v Africko-Asiatické Lingvistice; 2012) a je také editorem Ohrožená Slova, Znaky a Oživení (Australex).
- 多源造词研究 (A Study of Multisourced Neologization), 2021, 华东师范大学出版社 (East China Normal University Press, ECNU) (ISBN 9787567598935)
- Revivalistics: From the Genesis of Israeli to Language Reclamation in Australia and Beyond, 2020, Oxford University Press (ISBN 9780199812790 / ISBN 9780199812776)[13]
- Language Contact and Lexical Enrichment in Israeli Hebrew, 2003, Palgrave Macmillan (ISBN 9781403917232 / ISBN 9781403938695)[14]
- Israelit Safa Yafa, 2008, Am Oved (ISBN 978-965-13-1963-1)[15]
- Engaging – A Guide to Interacting Respectfully and Reciprocally with Aboriginal and Torres Strait Islander People, and their Arts Practices and Intellectual Property, 2015
- Jewish Language Contact (Special Issue of the International Journal of the Sociology of Language 226, 2014
- Burning Issues in Afro-Asiatic Linguistics, 2012

### Barngarla
- Mangiri Yarda (Healthy Country: Barngarla Wellbeing and Nature, Revivalistics Press, 2021. (Mangiri Yarda – Part II; Mangiri Yarda – Part III)
- Barngarlidhi Manoo (Speaking Barngarla Together), Barngarla Language Advisory Committee, 2019. (Barngarlidhi Manoo – Part II)
- Dictionary of the Barngarla Aboriginal Language of Eyre Peninsula, South Australia, 2018.

### Vědecké články
- ZUCKERMANN, Ghil'ad; QUER, Giovanni; SHAKUTO, Shiori. Native Tongue Title: Proposed Compensation for the Loss of Aboriginal Languages. Australian Aboriginal Studies. 2014, s. 55-71. Dostupné online.
- ZUCKERMANN, Ghil'ad; WALSH, Michael. “Our Ancestors Are Happy!”: Revivalistics in the Service of Indigenous Wellbeing. Foundation for Endangered Languages. 2014, s. 113-119. Dostupné online.
- ZUCKERMANN, Ghil'ad; WALSH, Michael. Stop, Revive, Survive: Lessons from the Hebrew Revival Applicable to the Reclamation, Maintenance and Empowerment of Aboriginal Languages and Cultures. Australian Journal of Linguistics. 2011, s. 111–127. Dostupné online.
- ZUCKERMANN, Ghil'ad. Hybridity versus Revivability: Multiple Causation, Forms and Patterns. Journal of Language Contact. 2009, s. 40–67. Dostupné online.
- ZUCKERMANN, Ghil'ad. A New Vision for "Israeli Hebrew": Theoretical and Practical Implications of Analysing Israel's Main Language as a Semi-Engineered Semito-European Hybrid Language. Journal of Modern Jewish Studies. 2006, s. 57–71. Dostupné online.
- ZUCKERMANN, Ghil'ad. Cultural Hybridity: Multisourced Neologization in "Reinvented" Languages and in Languages with "Phono-Logographic" Script. Languages in Contrast. 2004, s. 281–318. Dostupné online.
- ZUCKERMANN, Ghil'ad. Language Contact and Globalisation: The Camouflaged Influence of English on the World's Languages – with special attention to Israeli (sic) and Mandarin. Cambridge Review of International Affairs. 2003, s. 287–307. Dostupné online.
- ZUCKERMANN, Ghil'ad. 'Realistic Prescriptivism': The Academy of the Hebrew Language, its Campaign of 'Good Grammar' and Lexpionage, and the Native Israeli Speakers. Israel Studies in Language and Society. 2008, s. 135–154. Dostupné online.
- "Complement Clause Types in Israeli", Complementation: A Cross-Linguistic Typology, Oxford University Press, pp. 72–92, 2006.
- " 'Etymythological Othering' and the Power of 'Lexical Engineering' in Judaism, Islam and Christianity. A Socio-Philo(sopho)logical Perspective", Explorations in the Sociology of Language and Religion, John Benjamins, pp. 237–258, 2006.
- "Blorít: Pagans' Mohawk or Sabras' Forelock?: Ideological Secularization of Hebrew Terms in Socialist Zionist Israeli", The Sociology of Language and Religion: Change, Conflict and Accommodation, Palgrave Macmillan, pp. 84–125, 2010.
- "Icelandic: Phonosemantic Matching", Globally Speaking: Motives for Adopting English Vocabulary in Other Languages, Multilingual Matters, pp. 19–43, 2008.

## Filmografie
- Fry's Planet Word, Stephen Fry
- The Politics of Language, Stephen Fry interviews Prof. Zuckermann about language
- SBS: Living Black: S18 Ep9 - Linguicide
- Babbel: Why Revive A Dead Language? - Interview with Prof. Ghil'ad Zuckermann
- Language Revival: Securing the Future of Endangered Languages, edX MOOC